# Probelesodon
Probelesodon è un genere estinto di terapsidi. Visse nel Triassico medio e superiore (Anisico - Carnico, circa 244 - 230 milioni di anni fa) e i suoi resti fossili sono stati ritrovati in Sudamerica.

## Descrizione
Questo animale era di dimensioni medie, e la lunghezza doveva aggirarsi intorno al mezzo metro. La testa era grande e dotata di una dentatura simile a quella dei primi mammiferi. Come altri animali simili (ad esempio Probainognathus) possedeva un mosaico di caratteristiche primitive e derivate. Era simile ai mammiferi a causa della presenza di un palato secondario ben sviluppato che si estendeva posteriormente, di un doppio condilo occipitale, e dell'assenza di un forame pineale. Alcuni caratteri primitivi di Probelesodon includevano la presenza di ossa prefrontali e postorbitali, di una barra postorbitale, e di un'articolazione della mandibola che interessava l'osso quadrato. La dentatura di Probelesodon includeva una serie di brevi incisivi, grandi canini appuntiti e denti nella regione delle guance ricurvi e multicuspidati.

## Classificazione
Probelesodon è stato descritto per la prima volta nel 1969 da Alfred Sherwood Romer, sulla base di resti fossili ritrovati nella formazione Chañares in Argentina (Provincia di La Rioja), risalente all'Anisico (Triassico medio). La specie tipo è Probelesodon lewisi, molto ben conosciuta grazie ai numerosi esemplari relativamente completi ritrovati. Questo animale era distinto da altre forme simili, come Belesodon, a causa della presenza di un lungo palato secondario. Un'altra specie, P. sanjuanensis, è stata ritrovata in strati più recenti (Carnico) della formazione Ischigualasto e si differenziava da P. lewisi a causa di arcate zigomatiche molto arcuate e della presenza di sei postcanini su ogni ramo mascellare (Martinez e Forster, 1996). Un'altra specie, P. minor, è stata ritrovata nella stessa formazione della specie tipo ma se ne differenziava principalmente per la taglia (era circa la metà), ed è improbabile che questa differenza fosse dovuta semplicemente a dimorfismo sessuale (Romer, 1973). Un'altra specie, proveniente dal Brasile, è P. kitchingi (Teixeira, 1982). La notevole somiglianza tra le varie specie, in ogni caso, è stata considerata una possible prova di sinonimia, ed è anche possibile che Probelesodon fosse identico al genere Chiniquodon.
Probelesodon è un rappresentante dei chiniquodontidi, un gruppo di terapsidi cinodonti dalle abitudini carnivore. Sono considerati piuttosto vicini all'origine dei mammiferi a causa di alcune caratteristiche di transizione. 
La presenza di Probelesodon negli strati più antichi della formazione di Ischigualasto, e non in quelli più recenti, è stata ritenuta una prova della graduale scomparsa dei terapsidi carnivori dalle faune triassiche, a tutto vantaggio delle faune dominate dagli arcosauri, caratteristiche degli strati più recenti del Triassico.